# هنري موريس
هنري موريس (بالإنجليزية: Henry M. Morris)‏ (6 أكتوبر 1918 - 25 فبراير 2006) أمريكي من مناصري خلقية الأرض الفتية ومدافع لاهوتي. كان واحدا من مؤسسي جمعية أبحاث الخلق ومعهد الأبحاث المختصة بالخلق. ويعتبره العديد من المراقبين «اب علم الخلق الحديث». وترعرع موريس في تكساس. وتخرج من جامعة رايس ليحصل على درجة البكالوريوس في الهندسة المدنية عام 1939. تزوج ماري لويز في 24 يناير عام 1940، وكان لديه ستة أطفال.